# Massimo Gramellini
Œuvres principales
- Compagni d'Italia (1997)
- Cuori allo specchio (2008)
- La magia di un buongiorno (2014)

Massimo Gramellini, né le 2 octobre 1960 à Turin, est un écrivain, chroniqueur et journaliste italien.
Il est vice-directeur et éditorialiste du Corriere della Sera.

## Biographie
Massimo Gramellini est né en 1960 à Turin dans une famille originaire de Romagne. À l'âge de neuf ans il perd tragiquement sa mère, Josephine Pastore. Son père lui dit que sa maman est morte d'une crise cardiaque fulgurante, mais il découvrira seulement bien des années plus tard, au milieu des années 1990, en lisant un article de journal, que sa mère, âgée de 38 ans en 1969, s'est suicidée en se jetant depuis le balcon du cinquième étage à cause d'une dépression. Ce traumatisme marquera profondément toute sa vie.
Il fréquente l'institut San Giuseppe de Turin, un liceo classico, avant de commencer ses études de droit à l'université de Turin à l'automne 1985, les abandonnant pour se lancer dans le journalisme.
Il fut marié avec Maria Laura Rodotà (it), journaliste et fille de l'avocat Stefano Rodotà.
En décembre 1988, il entre à l'édition romaine de La Stampa et effectue plusieurs voyages à Naples pour suivre les activités, sportives ou non, de Maradona. L'année suivante il passe à la politique, comme correspondant du Montecitorio, siège de la Chambre des députés.
En 1998, il retourne à Milan pour être directeur du Specchio, un hebdomadaire de La Stampa, et, à partir du 12 octobre 1999 il commence à écrire en première page de La Stampa, Buongiorno (Bonjour), billet d'une vingtaine de lignes commentant un des faits du jour, qui rencontre un succès croissant au fil des années.
En octobre 2005, il revient à Turin pour prendre la vice-direction de La Stampa. Il collabore aussi à l’émission Che tempo che fa de Rai Tre, où, chaque samedi soir, il commente avec Fabio Fazio (it) les sept personnages ou événements les plus importants de la semaine.
Le 29 avril 2010 il publie son premier roman L'ultima riga delle favole, qui est vendu à plus de 250 000 exemplaires en Italie ; le 1er mars 2012 il publie son deuxième roman Fai bei sogni, qui se vend à plus d'un million d'exemplaires.
À partir de l'automne 2016, il présente (dans le cadre de Che tempo che fa) l’émission hebdomadaire Le parole della settimana (Les mots de la semaine).
Après avoir travaillé 28 ans à La Stampa, il devient directeur adjoint du  Corriere della Sera à compter du 13 février 2017.

### Controverses
À plusieurs reprises, il a été accusé (notamment par les Sinté) dans les colonnes de Il Buongiorno et Il Caffé, d’être raciste et d'user d'argumentations populistes,.

## Œuvre

### Ouvrages
- 1994 colpo grosso, avec Pino Corrias (it) et Curzio Maltese, Milan, Baldini & Castoldi (it), 1994
- Compagni d'Italia, Milan, Sperling & Kupfer (it), 1997
- Buongiorno. Il meglio o comunque il meno peggio, Turin, La Stampa, 2002
- Buongiorno Piemonte, Scarmagno, photografies de Livio Bourbon, Priuli & Verlucca (it), 2005
- Buongiorno Montagne Olimpiche, photografies de Livio Bourbon, Scarmagno, Priuli & Verlucca, 2006
- Buongiorno Liguria, photografies de Livio Bourbon, Scarmagno, Priuli & Verlucca, 2007
- Granata da legare, Ivrée, Priuli & Verlucca, 2006
- Ci salveranno gli ingenui, Milan, Longanesi, 2007
- Toro. I migliori derby della nostra vita, Scarmagno, Priuli & Verlucca, 2007
- Cuori allo specchio, Milan, Longanesi, 2008
- Buongiorno. Dieci anni, Turin, La Stampa, 2009
- L'ultima riga delle favole, Milan, Longanesi, 2010
- La patria, bene o male, avec Carlo Fruttero, Milan, Arnoldo Mondadori Editore, 2010
- Fai bei sogni, Milan : Longanesi, 2012 (a servi de base au scénario du film Fais de beaux rêves réalisé par Marco Bellocchio en 2016.)
- La magia di un buongiorno, Milan, Longanesi, 2014
- Avrò cura di te, avec Chiara Gamberale, Milan, Longanesi, 2014

## Autres images

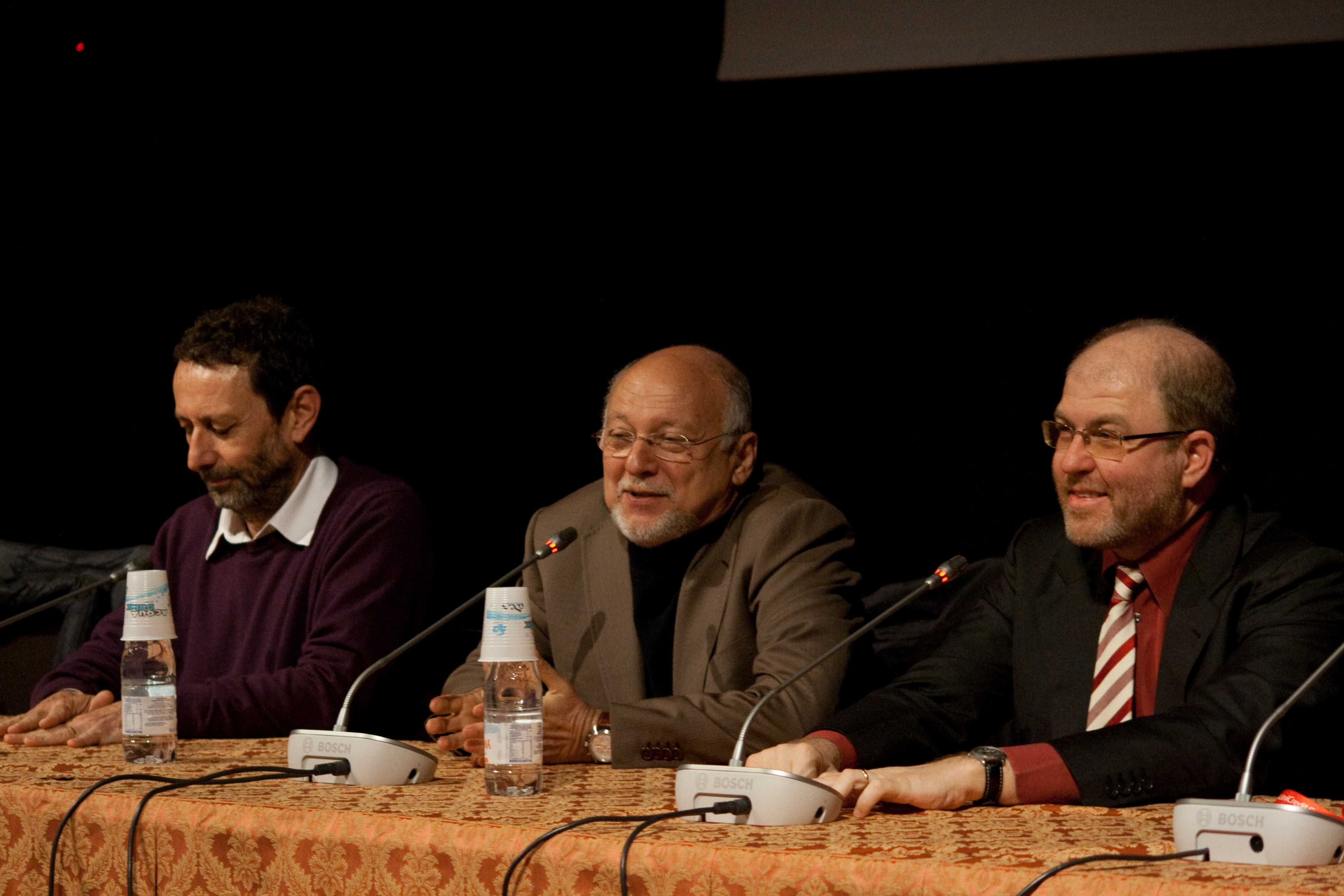
Michele Serra (it), Vittorio Zucconi et Massimo Gramellini à l'International Journalism Festival de Pérouse en 2010.